# Festival international du film de Toronto 1989
Le Festival international du film de Toronto 1989 est la 14e édition du festival. Il s'est déroulé du 7 au 16 septembre 1989.

## Prix
| Prix ,                            | Film              | Réalisateur     |
| --------------------------------- | ----------------- | --------------- |
| Prix du public                    | Roger et moi      | Michael Moore   |
| Meilleur long-métrage canadien    | Roadkill          | Bruce McDonald  |
| Meilleur documentaire canadien    | Stealing Images   | Alan Zweig (en) |
| Prix international de la critique | Jésus de Montréal | Denys Arcand    |

## Programme

### Gala de présentation
- Un héros comme tant d'autres de Norman Jewison
- Drugstore Cowboy de Gus Van Sant
- La Vie et rien d'autre de Bertrand Tavernier
- Mystery Train de Jim Jarmusch
- The Killer de John Woo
- Le Septième Continent de Michael Haneke
- My Left Foot de Jim Sheridan
- Cinema Paradiso de Giuseppe Tornatore
- Le Cuisinier, le voleur, sa femme et son amant de Peter Greenaway
- Sweetie de Jane Campion
- Apartment Zero de Martin Donovan
- Kristnihald undir Jökli (is) de Guðný Halldórsdóttir (is)
- Monsieur Hire de Patrice Leconte
- L'Été d'Aviya d'Eli Cohen (he)
- Une saison blanche et sèche de Euzhan Palcy
- Igla de Rachid Nougmanov
- Chattahoochee de Mick Jackson

### Perspective canadienne
- Roadkill de Bruce McDonald
- Stealing Images d'Alan Zweig (en)
- Jésus de Montréal de Denys Arcand
- Where the Spirit Lives (en) de Bruce Pittman

### Midnight Madness
- Dr. Caligari de Stephen Sayadian
- Lenny Live and Unleashed d'Andy Harries
- Opéra de Dario Argento
- Carnival of Souls de Herk Harvey
- Alien Space Avenger de Richard W. Haines (en)
- Funny de Bran Ferren
- Over Easy d'Ignacio Valero
- Shimmelsteen de Michael Wolfe
- No Such Thing As Gravity d'Alyce Wittenstein
- Whoregasm de Nick Zedd
- Urotsukidoji: Legend of the Over-Fiend de Hideki Takayama
- Heavy Petting (en) d'Obie Benz et Joshua Waletzky

### Documentaires
- Roger et moi de Michael Moore
- Eat the Kimono de Kim Longinotto et Jano Williams